# Айдогдыев, Эсен Мухаммедович
 Эсен Мухаммедович Айдогдыев (туркм. Esen Muhammedowiç Aýdogdyýew) — туркменский дипломат. Ректор Международного университета гуманитарных наук и развития (2014—2023). Доктор исторических наук.

## Биография
Сын известного в Туркменистане историка, профессора — Мухаммеда Айдогдыева. Женат, имеет троих детей.
Выпускник ТГУ им. Махтумкули по специальности филолог (1992, с  отличием), юрист (1996, с отличием). Имеет сертификат в области государственного управления в Монтерейского института международных исследований.
Работал на различных дипломатических должностях, в частности атташе департамента информации, анализа и прогнозирования Министерства иностранных дел Туркменистана в 1992 году, вторым секретарём Департамента Европы и Америки и вторым секретарём Департамента Северной и Южной Америки и Карибского бассейна в Министерстве иностранных дел Туркменистана в 1993—1997 годах.
- С 1997 по январь 2006 года — советник Представительства Туркменистана при ООН в Нью-Йорке.
- С 13 января 2006 по 2011 год — Чрезвычайный и Полномочный Посол Туркменистана в Республике Австрия[2], представитель Туркмении в ОБСЕ. С 18 февраля 2010 года был представителем при подготовительной комиссии Организации Договора о всестороннем запрещении ядерных испытаний[3].
- С марта 2011 года по 2014 год — постпред Туркменистана при органах ООН в Женеве.
- С 10 сентября 2011 по 7 июля 2014 года — Чрезвычайный и Полномочный Посол Туркменистана в Швейцарии[4].

С июля 2014 по ноябрь 2023 года был ректором Международного университета гуманитарных наук и развития.
10 ноября 2023 назначен новым Чрезвычайным и Полномочным Послом Туркменистана в России. 21 ноября вручил копии верительных грамот заместителю министра иностранных дел России Андрею Руденко. 4 декабря верительные грамоты были вручены Президенту России Владимиру Путину.
15 января 2024 года назначен Полномочным представителем Туркменистана в Комиссии по экономическим вопросам при Экономическом совете Содружества Независимых Государств.
16 июня 2024 года назначен одновременно Чрезвычайным и Полномочным Послом Туркменистана в Республике Словения (с резиденцией в г. Москва).
28 июня 2024 года назначен одновременно Чрезвычайным и Полномочным Послом Туркменистана в Республике Болгария (с резиденцией в г. Москва).
5 июля 2024 года назначен одновременно Чрезвычайным и Полномочным Послом Туркменистана в Республике Сербия (с резиденцией в г. Москва). 

## Награды
- Медаль «20 лет Независимости Туркменистана» (26 октября 2011)[9]
- Медаль "Махтумкули Фраги" (2014)
- Медаль "20 лет Нейтралитета Туркменистана" (2015)
- Медаль "25 лет Независимости Туркменистана" (2016)
- Медаль «25 лет Нейтралитета Туркменистана» (14 декабря 2020)[10]
- Медаль "30 лет Независимости Туркменистана" (2021)
- Памятный знак Туркменистана «Magtymguly Pyragynyň 300 ýyllygyna» (10 декабря 2024 года) — учитывая большой личный вклад в изучение в эру Возрождения новой эпохи могущественного государства творческого наследия туркменского поэта-классика Махтумкули Фраги и его популяризацию в мире, в воспитание подрастающего молодого поколения в духе почитания национальных ценностей, традиций и обычаев нашего народа, сформировавшихся на протяжении веков, в воспитание качеств патриотизма, высокой нравственности, трудолюбия, гуманизма, храбрости и мужества, а также по случаю 300-летия со дня рождения Махтумкули Фраги[11]